# Hydropsyche nervosa
Hydropsyche nervosa là một loài Trichoptera trong họ Hydropsychidae. Chúng phân bố ở miền Cổ bắc.